# تشيلستينو سكيابارلي
تْشِيلِسْتِينُو سْكْيَاپارِلِّي (بالإيطالية: Celestino Schiaparelli)‏ ( 1257 - 1338ه‍ / 1841 - 1919 م ) هو مستشرق إيطالي. أخوه هو الفلكي جيوفاني سكيابارلي.
تتلمذ على أماري في فلورنسة، ودرّس العربية في جامعة رومة.

## آثاره
من آثاره:
- تحقيق المعجم اللاتيني العربي (الثاني) وعنوانه Vocabulista in arabico ، فيرنتسه 1871.
- «إيطاليا كما وصفت في كتاب «روجار» للإدريسي».
- ترجم رحلة ابن جبير.[3]